# II. Vilmos orániai herceg
II. Vilmos orániai herceg, (Hága, 1626. május 27. – Hága, 1650. november 6.) Oránia hercege, 1647-től, három éven keresztül, haláláig Hollandia kormányzója.

## Élete
Vilmos  Frigyes Henrik orániai herceg és Amalie zu Solms-Braunfels grófnő legidősebb fiaként jött a világra.
1641. május 2-án  feleségül vette a londoni Whitehall Palotában Henrietta Máriát (1631–1660), I. Károly angol király és Bourbon Henrietta Mária angol királyné legidősebb lányát. Mindazonáltal a házasság elhálásra várni kellett, tekintve , hogy Mária 9, Vilmos pedig alig 15 éves volt ekkor.Az ifjú feleség ténylegesen 1642-ben foglalta el a helyét Hollandiában 1644-ben kezdte meg a hivatalos szereplését Frigyes Henrik menyeként.
Házasságukból egy gyermek származik:
- III. Vilmos (1650–1702), 1672-től Hollandia kormányzója, 1689-től Anglia, Írország és Skócia királya.1677-ben házasságot kötött unokatestvérével Mária angol királyi hercegnővel.(1662–1694)

II. Vilmos bekapcsolódott  Holland tartomány és Amszterdam város heves harcába, ami a nagy hatalommal bíró Andries Bicker és Cornelis de Graeff kormányzó között zajlott, ami arra kényszerítette Vilmost, hogy közülük sok ellenséget börtönbe vettessen. 1648-ban felkelt a vesztfáliai béke ellen, bár az elismerte a hét egyesült Holland tartomány függetlenségét.
Közben Franciaországgal titkos tárgyalásokba kezdett, és megpróbálta saját államát egy helyre központosítani, továbbá sógora II. Károly angol király  trónra való visszahelyezésén dolgozott.

## Halála, utódainak későbbi sorsa
Mindössze három év kormányzás után halt meg fekete himlőben, 1650-ben, 8 nappal fia születése előtt.
Halála után, egészen 1672-ig nem használhatták a kormányzói címet, amelyet 1672-ben fia, Vilmos vett át, aki 1689-től kezdve Anglia uralkodója lett.

## Lásd még
- Hollandia uralkodóinak listája
- Holland uralkodók házastársainak listája
- Hollandia uralkodóinak családfája

| Előző uralkodó: Frigyes Henrik | Hollandia stadhouder-e (helytartója) 1647 – 1650 | Következő uralkodó: III. Vilmos |